# Гэй, Эрик
Эрик Гэй (англ. Erik Guay, род. 5 августа 1981, Мон-Тремблан) — канадский горнолыжник, двукратный чемпион мира, обладатель малого Кубка мира в зачёте супергиганта. Специализировался в скоростных дисциплинах.

## Карьера
Впервые Гэй встал на лыжи в пять лет, а уже в двенадцать начал профессионально тренироваться под началом своего отца.
В Кубке мира дебютировал 10 декабря 2000 года в возрасте 19 лет, первый подиум завоевал в 2003 году, финишировав вторым в скоростном спуске на этапе в Лейк Луизе. Ещё одно серебро выиграл в супергиганте в 2005 году, а также бронзу в скоростном спуске. За две недели до Олимпийских игр в Турине получил травму и отказался от участия в скоростном спуске, однако сумел занять четвёртое место в супергиганте.

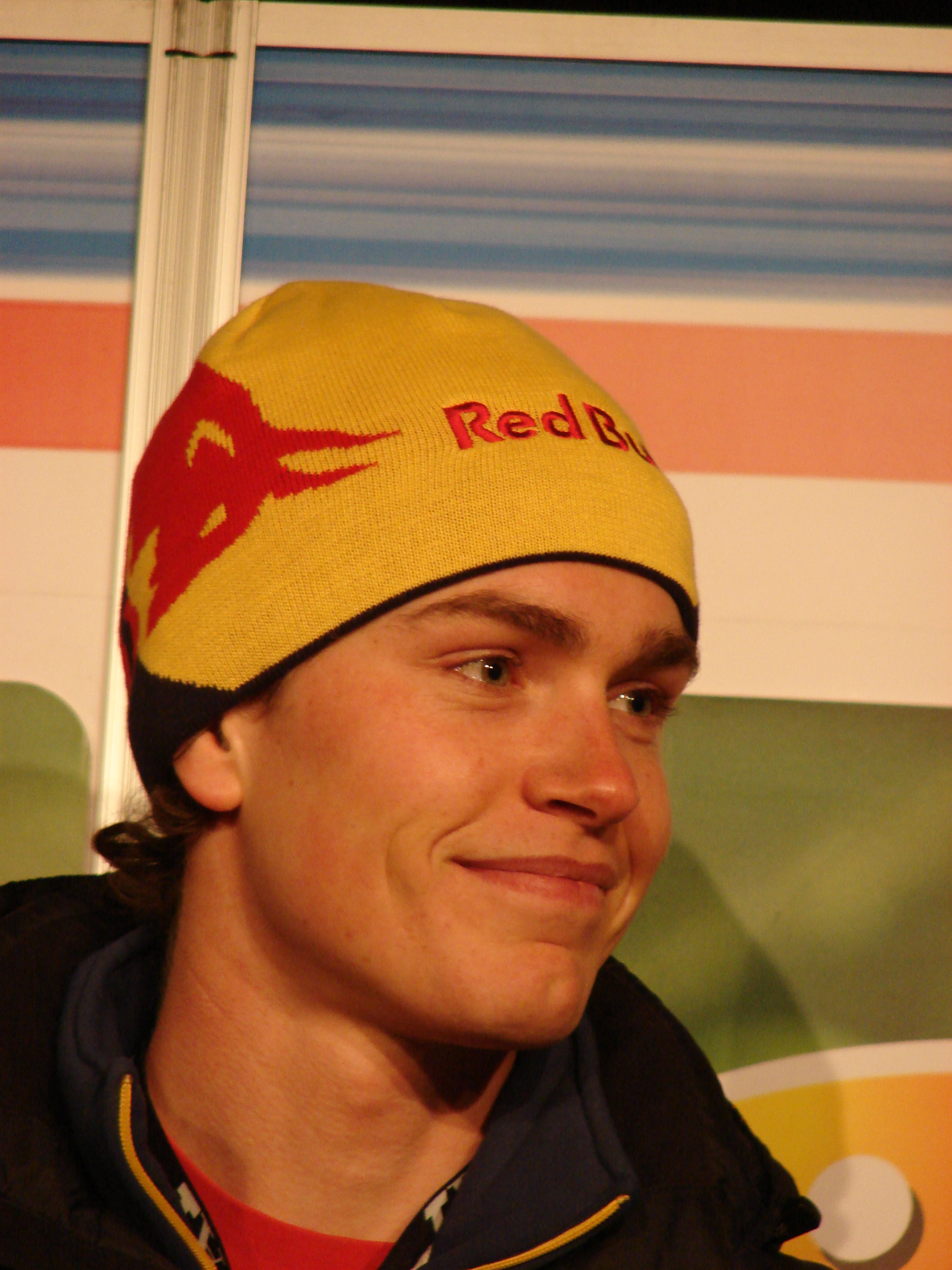
2006 год

В феврале 2007 года одержал свою первую победу на этапе Кубка мира в скоростном спуске, став первым канадцем, выигравшим этап Кубка с 1994 года. В 2009 году десять раз финишировал в двадцатке лучших, однако лишь единожды попал на подиум, завоевав бронзу.
На домашней Олимпиаде 2010 года стартовал в трёх дисциплинах и едва не завоевал медаль, дважды остановившись на пятом месте. После Игр трижды подряд попадал на подиум, включая победы в двух последних гонках в супергиганте, которые позволили ему выиграть малый Кубок мира в данной дисциплине. Гэй стал первым канадцем-обладателем Кубка мира с 1982 года, когда такого успеха добился Стив Подборски.
В сезоне 2011 года Эрик боролся в травмой спины, вынудившей его пропустить этапы в Кицбюэле и Венгене. На чемпионате мира Гэй не сумел финишировать в супергиганте, но спустя несколько дней стал победителем в скоростном спуске. Эта медаль остаётся единственной наградой, завоеванной Гуэем на чемпионатах мира и вторым подряд успехом канадцев после победы Джона Кучеры в 2009 году.
Эрик продолжил успешно выступать и в 2013 году. В декабре в Валь-Гардене он завоевал четвёртую победу и двенадцатое призовое место на этапах Кубка мира, повторив результат Стива Подборски, а спустя неделю стал третьим в Бормио, обновив рекорд Канады.
На Олимпийских играх в Сочи стал десятым в скоростном спуске, а в супергиганте пропустил последние ворота, вследствие чего был дисквалифицирован. Через неделю стал победителем этапа Кубка мира в Квитфьелле.
Завершил карьеру в ноябре 2018 года.
Использовал лыжи и ботинки производства фирмы Atomic.

## Личная жизнь
У Гэя и его супруги Карен есть две дочери: Логанн Элизабет (род. 2009) и Лени Шарлотт (род. 2012). Летом 2010 года семья переехала их Квебека в Калгари.

## Победы на этапах Кубка мира (5)
| № | Сезон   | Дата        | Место               | Дисциплина           |
| - | ------- | ----------- | ------------------- | -------------------- |
| 1 | 2006/07 | 24 фев 2007 | Гармиш-Партенкирхен | Скоростной спуск     |
| 2 | 2009/10 | 7 мар 2010  | Квитфьелль          | Супергигант          |
| 3 | 2009/10 | 11 мар 2010 | Гармиш-Партенкирхен | Супергигант (2)      |
| 4 | 2013/14 | 21 дек 2013 | Валь-Гардена        | Скоростной спуск (2) |
| 5 | 2013/14 | 28 фев 2014 | Квитфьелль          | Скоростной спуск (3) |